# Franz Bauer (Politiker, 1894)

Franz Bauer (vor 1938)

Franz Bernhard August Bauer (* 24. Februar 1894 in Neuenburg, Westpreußen; † 17. April 1966 in Essen) war ein deutscher Politiker (NSDAP).

## Leben
Franz Bauer wurde 1894 als uneheliches Kind des Stellmachers Franz Thron und der Hedwig Bauer geboren. Nach dem Besuch der Volksschule erlernte Bauer das Schuhmacherhandwerk. Nachdem er 1912 in die kaiserliche Armee eingetreten war, nahm er von 1914 bis 1918 am Ersten Weltkrieg teil, in dem er in Frankreich und Russland eingesetzt wurde und den Rang eines Feldwebels erreichte.
Nach seiner Rückkehr aus dem Krieg schloss Bauer sich einem Freikorps an. Anschließend war er von 1919 bis 1922 Polizeibeamter bei der Sicherheitspolizei in Marienwerder. 1920 heiratete er Emmi Hinze († 1944 bei einem Luftangriff), die Tochter eines Land- und Gastwirtes. Ab 1924 bestritt er seinen Lebensunterhalt als Hüttenarbeiter bei den Hoesch-Werken in Dortmund, dann als selbständiger Schuhmacher.
Zum 1. Januar 1926 trat Bauer in die NSDAP ein (Mitgliedsnummer 16.492). Außerdem wurde er Mitglied der SA, der Parteiarmee der NSDAP. 1930 übernahm er den Posten eines hauptamtlichen SA-Führers. Bauer war der führende Repräsentant der SA in Dortmund. Als solcher versuchte er bis 1933 vergeblich, die als „rote Hochburg“ geltende Industriestadt für den Nationalsozialismus zu erobern. Er organisierte beispielsweise am 16. Oktober 1932 einen SA-Aufmarsch im Dortmunder Norden, der in heftige Straßenkämpfe mündete. Dieser „Dortmunder Blutsonntag“ forderte zwei Tote und zahlreiche Schwerverletzte. Nach dem Machtantritt der Nationalsozialisten wurde er zum SA-Brigadeführer befördert. Ihm unterstand die Dortmunder SA-Brigade 67. Von März 1936 bis zum Mai 1945 gehörte Bauer dem nationalsozialistischen Reichstag als Abgeordneter des Wahlkreises 18 (Westfalen Süd) an.
Von 1939 bis 1942 nahm Bauer am Zweiten Weltkrieg teil. Von Oktober bis Dezember 1942 wurde er beim Polizeipräsidium in München eingearbeitet. Am 1. April 1943 erfolgte seine Ernennung zum kommissarischen Polizeipräsidenten der Gemeinde Wesermünde. Ab April 1944 bekleidete er das gleiche Amt in Duisburg, bevor er im April 1945 von den Alliierten abgesetzt wurde.
Bis 1954 lebte Bauer unter falschem Namen. In seinen letzten Lebensjahren arbeitete er als Kraftfahrer.
Am 18. April 1957 wurde Franz Bauer zu 6 Jahren Gefängnis und 3 Jahren Ehrverlust verurteilt.